# سبايرندولول
سبايرندولول (بالإنجليزية: Spirendolol)‏ وهو أحد حاصرات المستقبل بيتا الودي.